# Гура (Сувальський повіт)
Гура (пол. Góra) — село в Польщі, у гміні Бакалажево Сувальського повіту Підляського воєводства.
Населення — 105 осіб (2011).
У 1975-1998 роках село належало до Сувальського воєводства.

## Демографія
Демографічна структура станом на 31 березня 2011 року:
|          | Загалом | Допрацездатний вік | Працездатний вік | Постпрацездатний вік |
| -------- | ------- | ------------------ | ---------------- | -------------------- |
| Чоловіки | 49      | 14                 | 30               | 5                    |
| Жінки    | 56      | 17                 | 27               | 12                   |
| Разом    | 105     | 31                 | 57               | 17                   |